# Travný
Travný är ett berg i Tjeckien.   Det ligger i regionen Mähren-Schlesien, i den östra delen av landet, 300 km öster om huvudstaden Prag. Toppen på Travný är 1 194 meter över havet.
Terrängen runt Travný är huvudsakligen kuperad.Runt Travný är det glesbefolkat, med 11 invånare per kvadratkilometer. Närmaste större samhälle är Frýdek-Místek, 17,6 km nordväst om Travný. I omgivningarna runt Travný växer i huvudsak blandskog.